# P-Norm

Einheitskreise verschiedener p-Normen in zwei Dimensionen

Die p-Normen sind in der Mathematik eine Klasse von Vektornormen, die für reelle Zahlen {\displaystyle p\geq 1} definiert sind. Wichtige Spezialfälle sind dabei die Summennorm {\displaystyle (p=1)}, die euklidische Norm {\displaystyle (p=2)} und als Grenzwert für {\displaystyle p\rightarrow \infty } die Maximumsnorm. Alle {\displaystyle p}-Normen sind zueinander äquivalent, für wachsendes {\displaystyle p} monoton fallend und erfüllen die Minkowski-Ungleichung sowie die Hölder-Ungleichung. Die Mengen konstanter {\displaystyle p}-Norm (Einheitssphären) besitzen allgemein die Form von Superellipsoiden oder Subellipsoiden. Die {\displaystyle p}-Normen bilden den Grundbaustein für Normen weiterer mathematischer Objekte, wie Folgen, Funktionen, Matrizen und Operatoren.

## Definition
Die {\displaystyle p}-Norm eines reellen oder komplexen Vektors {\displaystyle x=(x_{1},\ldots ,x_{n})\in {\mathbb {K} }^{n}} mit {\displaystyle {\mathbb {K} }=\mathbb {R} } oder {\displaystyle {\mathbb {K} }=\mathbb {C} } ist für reelles {\displaystyle 1\leq p<\infty } durch
{\displaystyle \|x\|_{p}:=\left(\sum _{i=1}^{n}|x_{i}|^{p}\right)^{1/p}}
definiert, wobei {\displaystyle |x_{i}|} der Betrag der Komponente {\displaystyle x_{i}} ist. Für die Definition ist es dabei unerheblich, ob es sich bei {\displaystyle x} um einen Zeilen- oder einen Spaltenvektor handelt. Im Fall {\displaystyle n=1} entsprechen alle {\displaystyle p}-Normen der Betragsnorm einer reellen oder komplexen Zahl.
Die Menge der Vektoren mit {\displaystyle p}-Norm eins wird Einheitssphäre der Norm genannt, wobei nur im Fall {\displaystyle p=2} die Einheitssphäre tatsächlich der aus der Geometrie bekannten Sphäre entspricht. Die Einheitssphären der {\displaystyle p}-Normen haben allgemein in zwei Dimensionen die Form von Superellipsen {\displaystyle (2<p<\infty )} oder Subellipsen {\displaystyle (1<p<2)} und in drei und höheren Dimensionen die Form von Superellipsoiden beziehungsweise Subellipsoiden.

## Wichtige Spezialfälle

Die Einheitskreise der Summennorm, der euklidischen Norm und der Maximumsnorm in zwei Dimensionen

### Summennorm
Die 1-Norm wird auch Betragssummennorm oder kurz Summennorm genannt und ist durch
{\displaystyle \|x\|_{1}=\sum _{i=1}^{n}|x_{i}|}
definiert. Sie entspricht der Summe der Beträge der Komponenten des Vektors. Die Einheitssphäre der reellen Summennorm hat in zwei Dimensionen die Form eines Quadrats, in drei Dimensionen die Form eines Oktaeders und in allgemeinen Dimensionen die Form eines Kreuzpolytops.

### Euklidische Norm
Die 2-Norm ist die euklidische Norm und durch
{\displaystyle \|x\|_{2}={\sqrt {\sum _{i=1}^{n}|x_{i}|^{2}}}}
definiert. Sie entspricht der Wurzel aus der Summe der Betragsquadrate der Komponenten des Vektors. Die Einheitssphäre der reellen euklidischen Norm hat in zwei Dimensionen die Form eines Kreises, in drei Dimensionen die Form einer Kugeloberfläche und in allgemeinen Dimensionen die Form einer Sphäre. In zwei und drei Dimensionen beschreibt die euklidische Norm die anschauliche Länge eines Vektors in der Ebene oder im Raum.

### Maximumsnorm
Für den Grenzwert {\displaystyle p\rightarrow \infty } erhält man die ∞-Norm (Unendlich-Norm), die oft auch zu den {\displaystyle p}-Normen gezählt wird. Sie wird auch Maximumsnorm oder Tschebyschow-Norm genannt und ist durch
{\displaystyle \|x\|_{\infty }=\max _{i=1,\ldots ,n}|x_{i}|}
definiert. Sie entspricht damit dem Betrag der betragsgrößten Komponente des Vektors. Die Einheitssphäre der reellen Maximumsnorm hat in zwei Dimensionen die Form eines Quadrats, in drei Dimensionen die Form eines Würfels und in allgemeinen Dimensionen die Form eines Hyperwürfels.
Dass die Maximumsnorm tatsächlich als Grenzwert der {\displaystyle p}-Normen für {\displaystyle p\rightarrow \infty } entsteht, folgt für {\displaystyle x\neq 0} aus
{\displaystyle \lim _{p\rightarrow \infty }\|x\|_{p}=\lim _{p\rightarrow \infty }\left(\sum _{i=1}^{n}|x_{i}|^{p}\right)^{1/p}\!\!\!\!\!=\|x\|_{\infty }\cdot \lim _{p\rightarrow \infty }\left(\sum _{i=1}^{n}\left({\frac {|x_{i}|}{\|x\|_{\infty }}}\right)^{p}\right)^{1/p}\!\!\!\!\!=\|x\|_{\infty }\cdot \lim _{p\rightarrow \infty }S^{1/p}=\|x\|_{\infty }},
da für die Summe {\displaystyle 1\leq S\leq n} gilt und somit der Grenzwert von {\displaystyle {\sqrt[{p}]{S}}} für {\displaystyle p\rightarrow \infty } gleich Eins ist. Die untere Schranke von {\displaystyle S} wird dabei für einen Vektor angenommen, dessen Komponenten bis auf eine alle gleich Null sind, und die obere Schranke {\displaystyle n} für einen Vektor, dessen Komponenten alle den gleichen Betrag besitzen. Durch Weglassen des Limes ist so auch ersichtlich, dass die Maximumsnorm niemals größer als die übrigen {\displaystyle p}-Normen ist.

## Beispiele
Reeller Vektor
Die 1-, 2-, 3- und ∞-Normen des reellen Vektors {\displaystyle x=(3,-2,6)} sind jeweils gegeben als
{\displaystyle {\begin{aligned}\|x\|_{1}\,\,&=|3|+|{-2}|+|6|=11\\\|x\|_{2}\,\,&={\sqrt {|3|^{2}+|{-2}|^{2}+|6|^{2}}}={\sqrt {49}}=7\\\|x\|_{3}\,\,&={\sqrt[{3}]{|3|^{3}+|{-2}|^{3}+|6|^{3}}}={\sqrt[{3}]{251}}\approx 6{,}308\\\|x\|_{\infty }&=\max\{|3|,|{-2}|,|6|\}=6\end{aligned}}}
Komplexer Vektor
Die 1-, 2-, 3- und ∞-Normen des komplexen Vektors {\displaystyle x=(3-4i,{-2i})} sind jeweils gegeben als
{\displaystyle {\begin{aligned}\|x\|_{1}\,\,&=|3-4i|+|{-2i}|=5+2=7\\\|x\|_{2}\,\,&={\sqrt {|3-4i|^{2}+|{-2i}|^{2}}}={\sqrt {5^{2}+2^{2}}}={\sqrt {29}}\approx 5{,}385\\\|x\|_{3}\,\,&={\sqrt[{3}]{|3-4i|^{3}+|{-2i}|^{3}}}={\sqrt[{3}]{5^{3}+2^{3}}}={\sqrt[{3}]{133}}\approx 5{,}104\\\|x\|_{\infty }&=\max\{|3-4i|,|{-2i}|\}=\max\{5,2\}=5\end{aligned}}}

## Eigenschaften

### Normaxiome
Alle {\displaystyle p}-Normen inklusive der Maximumsnorm erfüllen die drei Normaxiome Definitheit, absolute Homogenität und Subadditivität. Die Definitheit folgt aus der Positivität der Potenzfunktionen für positive Argumente und der Eindeutigkeit der Nullstelle an der Stelle {\displaystyle 0}, womit
{\displaystyle \|x\|_{p}=0\;\Leftrightarrow \;\left(\sum _{i=1}^{n}|x_{i}|^{p}\right)^{1/p}\!\!\!\!\!=0\;\Rightarrow \;\sum _{i=1}^{n}|x_{i}|^{p}=0\;\Rightarrow \;x=(0,\ldots ,0)=0}
gilt. Die Homogenität folgt aus der Homogenität der Betragsnorm über
{\displaystyle \|\alpha \,x\|_{p}=\left(\sum _{i=1}^{n}|\alpha \,x_{i}|^{p}\right)^{1/p}\!\!\!\!\!=\left(\sum _{i=1}^{n}|\alpha |^{p}\,|x_{i}|^{p}\right)^{1/p}\!\!\!\!\!=|\alpha |\,\left(\sum _{i=1}^{n}|x_{i}|^{p}\right)^{1/p}\!\!\!\!\!=|\alpha |\,\|x\|_{p}}.
Die Dreiecksungleichung für {\displaystyle p}-Normen ist gerade die Minkowski-Ungleichung
{\displaystyle \|x+y\|_{p}\leq \|x\|_{p}+\|y\|_{p}},
die wiederum auf der folgenden Hölder-Ungleichung basiert.

### Hölder-Ungleichung
Sind {\displaystyle 1\leq p,q\leq \infty } zueinander konjugierte Exponenten, das heißt {\displaystyle {\tfrac {1}{p}}+{\tfrac {1}{q}}=1} mit der Konvention {\displaystyle {\tfrac {1}{\infty }}=0}, dann gilt für die entsprechenden {\displaystyle p}-Normen
{\displaystyle \sum _{i=1}^{n}|x_{i}\,y_{i}|\leq \|x\|_{p}\cdot \|y\|_{q}},
was wiederum aus der Youngschen Ungleichung folgt. Für den Fall {\displaystyle p=q=2} entspricht die Hölder-Ungleichung der Cauchy-Schwarz-Ungleichung.

### Monotonie
Die {\displaystyle p}-Normen sind für einen festen Vektor {\displaystyle x} und für wachsendes {\displaystyle p} monoton fallend, das heißt für {\displaystyle 1\leq p<r\leq \infty } gilt
{\displaystyle \|x\|_{r}\leq \|x\|_{p}}.
Diese Eigenschaft folgt für {\displaystyle r<\infty } und {\displaystyle x\neq 0} aus der Monotonie der Potenzfunktionen {\displaystyle z^{r}\leq z^{p}} für {\displaystyle z\in [0,1]} durch
{\displaystyle \|x\|_{r}=\left(\sum _{i=1}^{n}|x_{i}|^{r}\right)^{1/r}\!\!\!\!\!=\|x\|_{p}\left(\sum _{i=1}^{n}\left({\frac {|x_{i}|}{\|x\|_{p}}}\right)^{r}\right)^{1/r}\!\!\!\!\!\leq \|x\|_{p}\left(\sum _{i=1}^{n}\left({\frac {|x_{i}|}{\|x\|_{p}}}\right)^{p}\right)^{1/r}\!\!\!\!\!=\|x\|_{p}\left({\frac {\|x\|_{p}^{p}}{\|x\|_{p}^{p}}}\right)^{1/r}\!\!\!\!\!=\|x\|_{p}},
da der Bruch jeweils nur einen Wert zwischen Null und Eins annehmen kann. Für einen gegebenen Vektor {\displaystyle x} ist damit die Summennorm die größte und die Maximumsnorm die kleinste {\displaystyle p}-Norm (siehe auch die obigen Beispiele). Gleichheit über alle {\displaystyle p}-Normen gilt genau dann, wenn der Vektor höchstens eine Komponente ungleich Null besitzt, also beispielsweise der Nullvektor oder der {\displaystyle i}-te Einheitsvektor ist. Gleichbedeutend mit der Monotonie ist, dass sich die Einheitskugeln der {\displaystyle p}-Normen für wachsendes {\displaystyle p} gegenseitig enthalten, das heißt für {\displaystyle p<r} gilt
{\displaystyle \{x\colon \|x\|_{p}\leq 1\}\subset \{x\colon \|x\|_{r}\leq 1\}}.

### Äquivalenz
Alle {\displaystyle p}-Normen sind zueinander äquivalent, das heißt zu einem beliebigen Paar von {\displaystyle p}-Normen {\displaystyle \|\cdot \|_{p},\|\cdot \|_{r}} mit {\displaystyle 1\leq p\leq r\leq \infty } gibt es zwei positive Konstanten {\displaystyle c_{1}} und {\displaystyle c_{2}}, sodass für alle {\displaystyle x\in V}
{\displaystyle c_{1}\|x\|_{r}\leq \|x\|_{p}\leq c_{2}\|x\|_{r}}
gilt. Die untere Konstante {\displaystyle c_{1}} ist aufgrund der Monotonie immer gleich Eins. Die obere Konstante {\displaystyle c_{2}} hängt von den gewählten Normen ab und wird für einen Vektor mit betragsmäßig gleichen Komponenten (etwa den Einsvektor) angenommen. Die Hölder-Ungleichung ergibt nämlich bei Wahl der Hölder-Exponenten {\displaystyle p'={\tfrac {r}{p}}} und {\displaystyle q'={\tfrac {1}{1-p/r}}} für {\displaystyle p,r<\infty }
{\displaystyle \|x\|_{p}=\left(\sum _{i=1}^{n}|x_{i}|^{p}\cdot 1\right)^{1/p}\!\!\!\!\leq \left(\!\left(\sum _{i=1}^{n}\left(|x_{i}|^{p}\right)^{r/p}\right)^{p/r}\!\!\!\!\cdot \left(\sum _{i=1}^{n}1^{1/(1-p/r)}\right)^{1-p/r}\right)^{1/p}\!\!\!\!\!\!=n^{{\frac {1}{p}}-{\frac {1}{r}}}\,\|x\|_{r}}.
Mit der Konvention {\displaystyle {\tfrac {1}{\infty }}=0} im Exponenten bleibt diese Abschätzung auch für {\displaystyle p=\infty } oder {\displaystyle r=\infty } gültig. Die Äquivalenzkonstante {\displaystyle c_{2}} der {\displaystyle p}-Normen ist für {\displaystyle p\leq r} in der folgenden Tabelle noch einmal zusammengefasst dargestellt:
|                              | {\displaystyle 1}-Norm | {\displaystyle r}-Norm                            | {\displaystyle \infty }-Norm     |
| ---------------------------- | ---------------------- | ------------------------------------------------- | -------------------------------- |
| {\displaystyle 1}-Norm       | {\displaystyle 1}      | {\displaystyle n^{1-{\frac {1}{r}}}}              | {\displaystyle n}                |
| {\displaystyle p}-Norm       | {\displaystyle 1}      | {\displaystyle n^{{\frac {1}{p}}-{\frac {1}{r}}}} | {\displaystyle n^{\frac {1}{p}}} |
| {\displaystyle \infty }-Norm | {\displaystyle 1}      | {\displaystyle 1}                                 | {\displaystyle 1}                |

Hierbei ist beispielsweise der Eintrag in der ersten Zeile und zweiten Spalte für {\displaystyle r=2} als
{\displaystyle \|x\|_{1}\leq n^{1-{\frac {1}{2}}}\cdot \|x\|_{2}={\sqrt {n}}\cdot \|x\|_{2}}
zu lesen. Die {\displaystyle p}-Normen unterscheiden sich für einen festen Vektor {\displaystyle x} somit maximal um den Faktor {\displaystyle n}. Die optimalen Konstanten in solchen Normabschätzungen führen zur Berechnung von Abständen im Minkowski-Kompaktum.

### Absolutheit
Alle {\displaystyle p}-Normen inklusive der Maximumsnorm sind absolut, das heißt, für alle Vektoren {\displaystyle x\in {\mathbb {K} }^{n}} gilt
{\displaystyle \|x\|_{p}=\||x|\|_{p}},
wobei {\displaystyle |x|=(|x_{1}|,\ldots ,|x_{n}|)} den komponentenweisen Betrag eines Vektors darstellt.

### Komponentenweise Monotonie
Aufgrund der Absolutheit sind die {\displaystyle p}-Normen für festes {\displaystyle p} mit {\displaystyle 1\leq p\leq \infty } im Betrag jeder Komponente eines Vektors {\displaystyle x\in {\mathbb {K} }^{n}} monoton wachsend, das heißt, es gilt
{\displaystyle \|x\|_{p}\leq \|y\|_{p}}
für alle {\displaystyle x,y\in {\mathbb {K} }^{n}} mit {\displaystyle |x_{i}|\leq |y_{i}|} für {\displaystyle i=1,\ldots ,n}. Für {\displaystyle 1\leq p<\infty } gilt sogar strenge Monotonie
{\displaystyle \|x\|_{p}<\|y\|_{p}}
für alle {\displaystyle x,y\in {\mathbb {K} }^{n}} mit {\displaystyle |x_{i}|\leq |y_{i}|} für {\displaystyle i=1,\ldots ,n} und {\displaystyle |x_{k}|<|y_{k}|} für mindestens ein {\displaystyle k\in \{1,\ldots ,n\}}.

## Verallgemeinerungen

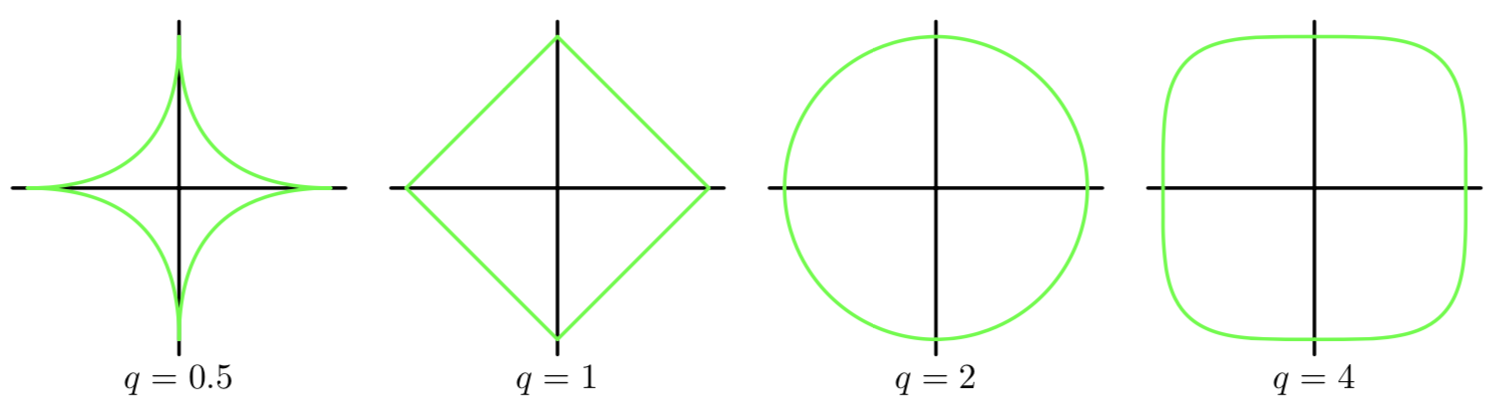
Einheitskreise für ausgewählte Normen bzw. Quasinormen.

### Fallp< 1
Die für {\displaystyle 0<p<1} definierte Abbildung
{\displaystyle \|x\|_{p}=\left(\sum _{i=1}^{n}|x_{i}|^{p}\right)^{1/p}}

Der Einheitskreis der (2/3)-Norm, einer Quasinorm, ist in zwei Dimensionen eine Astroide.

ist keine Norm, da die resultierende Einheitskugel nicht mehr konvex ist und somit die Dreiecksungleichung verletzt wird. Diese Abbildungen sind lediglich Quasinormen, wobei die Dreiecksungleichung durch die schwächere Ungleichung {\displaystyle \|x+y\|\leq k\cdot \left(\|x\|+\|y\|\right)} für eine reelle Konstante {\displaystyle k>1} ersetzt wird.

### ℓp-Normen
Die {\displaystyle \ell ^{p}}-Normen sind die Verallgemeinerung der {\displaystyle p}-Normen auf Folgenräume, wobei lediglich die endliche Summe durch eine unendliche ersetzt wird. Die {\displaystyle \ell ^{p}}-Norm einer in {\displaystyle p}-ter Potenz betragsweise summierbaren Folge {\displaystyle (a_{n})_{n}\in {\mathbb {K} }^{\mathbb {N} }} ist dann für {\displaystyle 1\leq p<\infty } gegeben als
{\displaystyle \|(a_{n})\|_{\ell ^{p}}=\left(\sum _{n=1}^{\infty }|a_{n}|^{p}\right)^{1/p}}.
Für den Grenzwert {\displaystyle p\rightarrow \infty } ergibt sich der Raum der beschränkten Folgen mit der Supremumsnorm.

### Lp-Normen
Weiter können die {\displaystyle p}-Normen auf Funktionenräume verallgemeinert werden, was in zwei Schritten geschieht. Zunächst werden die {\displaystyle {\mathcal {L}}^{p}}-Normen einer in {\displaystyle p}-ter Potenz auf einer Menge {\displaystyle \Omega } Lebesgue-integrierbaren Funktion {\displaystyle f\colon \Omega \rightarrow {\mathbb {K} }} für {\displaystyle 1\leq p<\infty } als
{\displaystyle \|f\|_{{\mathcal {L}}^{p}(\Omega )}=\left(\int _{\Omega }|f(x)|^{p}\,dx\right)^{1/p}},
definiert, wobei im Vergleich zu den {\displaystyle \ell ^{p}}-Normen lediglich die Summe durch ein Integral ersetzt wurde. Diese Normen sind zunächst nur Halbnormen, da nicht nur die Nullfunktion, sondern auch alle Funktionen, die sich nur an einer Menge mit Lebesgue-Maß null von der Nullfunktion unterscheiden, zu Null integriert werden. Daher betrachtet man hier die Menge der Äquivalenzklassen von Funktionen {\displaystyle [f]\in L^{p}(\Omega )}, die fast überall gleich sind, und erhält auf diesen {\displaystyle L^{p}}-Räumen die {\displaystyle L^{p}}-Normen durch
{\displaystyle \|\,[f]\,\|_{L^{p}(\Omega )}=\|f\|_{{\mathcal {L}}^{p}(\Omega )}}.
Für den Grenzwert {\displaystyle p\rightarrow \infty } ergibt sich so der Raum der wesentlich beschränkten Funktionen mit der wesentlichen Supremumsnorm. Die {\displaystyle L^{p}}-Normen und -Räume lassen sich von dem Lebesgue-Maß auch auf allgemeine Maße verallgemeinern und von reell- oder komplexwertigen Funktionen auf Banachraum-wertige Funktionen, indem der Betrag durch die entsprechende Norm ersetzt wird.

### Matrixnormen
Indem eine Matrix {\displaystyle A=(a_{ij})\in {\mathbb {K} }^{m\times n}} einfach als entsprechend langer Vektor aus {\displaystyle {\mathbb {K} }^{m\cdot n}} angesehen wird, können Matrixnormen direkt über die {\displaystyle p}-Normen definiert werden. Beispiele für solche Matrixnormen sind die auf der 2-Norm basierende Frobeniusnorm und die auf der ∞-Norm basierende Gesamtnorm. Matrixnormen werden jedoch meist von einer {\displaystyle p}-Norm als induzierte Matrixnorm
{\displaystyle \|A\|_{p}=\max _{x\neq 0}{\frac {\|Ax\|_{p}}{\|x\|_{p}}}=\max _{\|x\|_{p}=1}\|Ax\|_{p}}.
abgeleitet. Beispiele für so definierte Matrixnormen sind die auf der 1-Norm basierende Spaltensummennorm, die auf der 2-Norm basierende Spektralnorm und die auf der ∞-Norm basierende Zeilensummennorm. Eine weitere Möglichkeit Matrixnormen zu definieren besteht darin, die {\displaystyle p}-Norm des Vektors der Singulärwerte der Matrix zu betrachten, wie dies bei den Schatten-{\displaystyle p}-Normen der Fall ist. Auf analoge Art und Weise können auch Normen für allgemeinere lineare Operatoren definiert werden.